# タフネル・パーク駅
タフネル・パーク駅（タフネル・パークえき、英語：Tufnell Park tube station）はイズリントン・ロンドン特別区、カムデン・ロンドン特別区との境界近く（タフネル・パークを参照）にあるロンドン地下鉄の駅である。ノーザン線ハイ・バーネット支線アーチウェイ駅とケンティッシュ・タウン駅の間にあり、トラベルカード・ゾーン2に含まれる。

## 駅施設
当駅には自動券売機と、出札口があるが、出札口は営業しない時間帯がある。エスカレーターはなく、エレベーターで改札階とホーム階がつながれている。ホーム階でエレベーターを降りた後、ホームまでの間には階段がある。南行のホームは北行ホームの下にある。当駅にはノーザン線全体の換気のための大型排気扇が他の数駅と併せて設けられている。

## 歴史
当駅は1907年6月22日、チャリングクロス・ユーストン・アンド・ハムステッド鉄道の駅として開業した。駅舎は建築家レスリー・グリーンの設計による、赤い釉薬をかけたテラコッタ装われた3つの半円形の窓を備えるものである。トテナム・アンド・ハムステッド・ジャンクション鉄道のジャンクション・ロード駅に近接していたが、連絡通路は設けられなかった。
2004年にロンドン地下鉄から施設の維持管理を受託しているチューブ・ラインズによって近代化工事が行われ、天井と壁のタイルが貼り替えられ、この工事の少し後に自動改札機が設置された。
ロンドンオリンピック開催に併せ、2012年夏にはWi-Fiの利用が可能になった。
2015年6月から9カ月の予定で、エレベーターの更新のため駅が閉鎖される予定になっている。

## バス路線
ロンドンバス4、134、390、深夜バスN20が当駅を経由する。

## ギャラリー

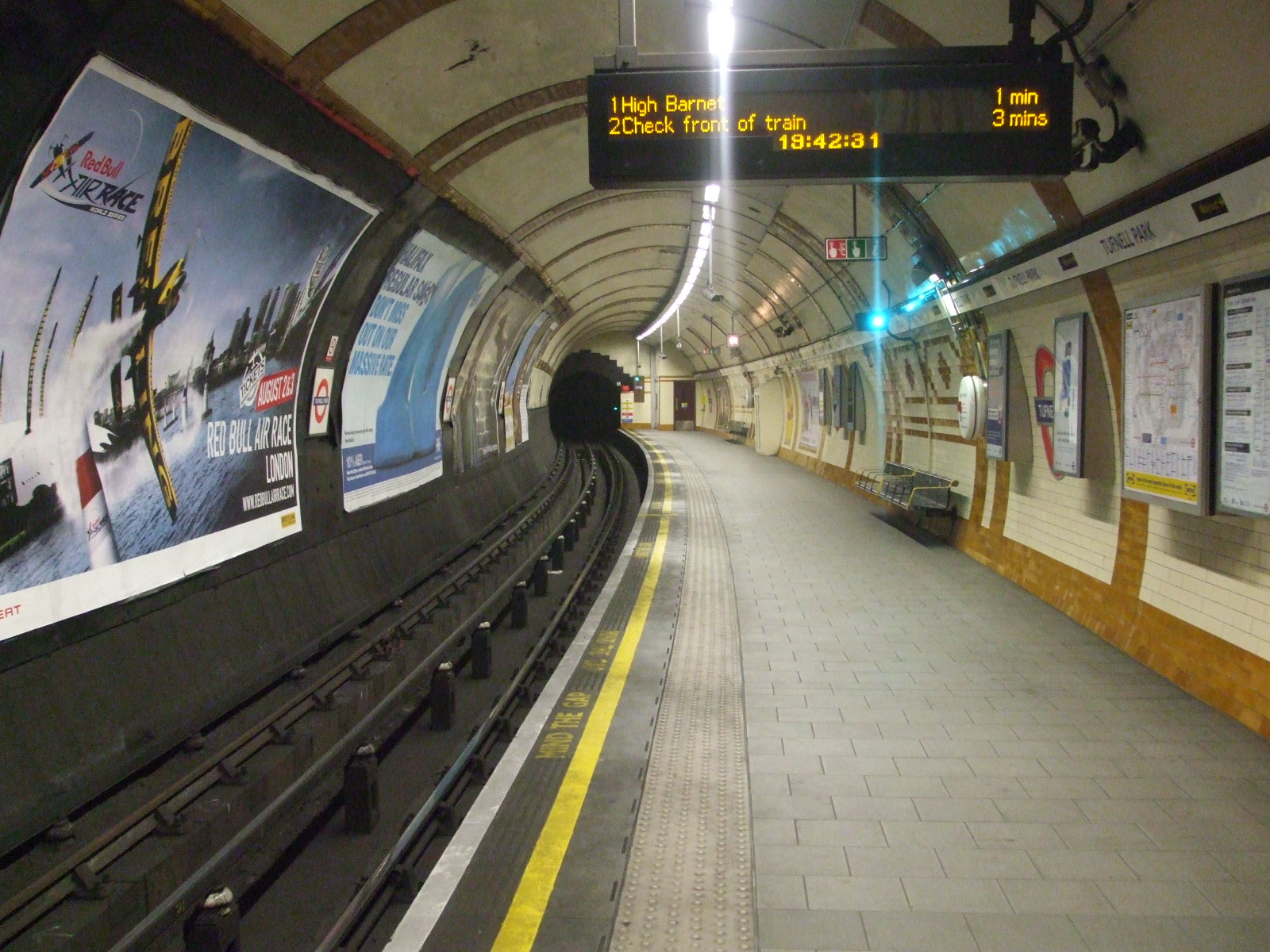
北行ホーム、北を見る。
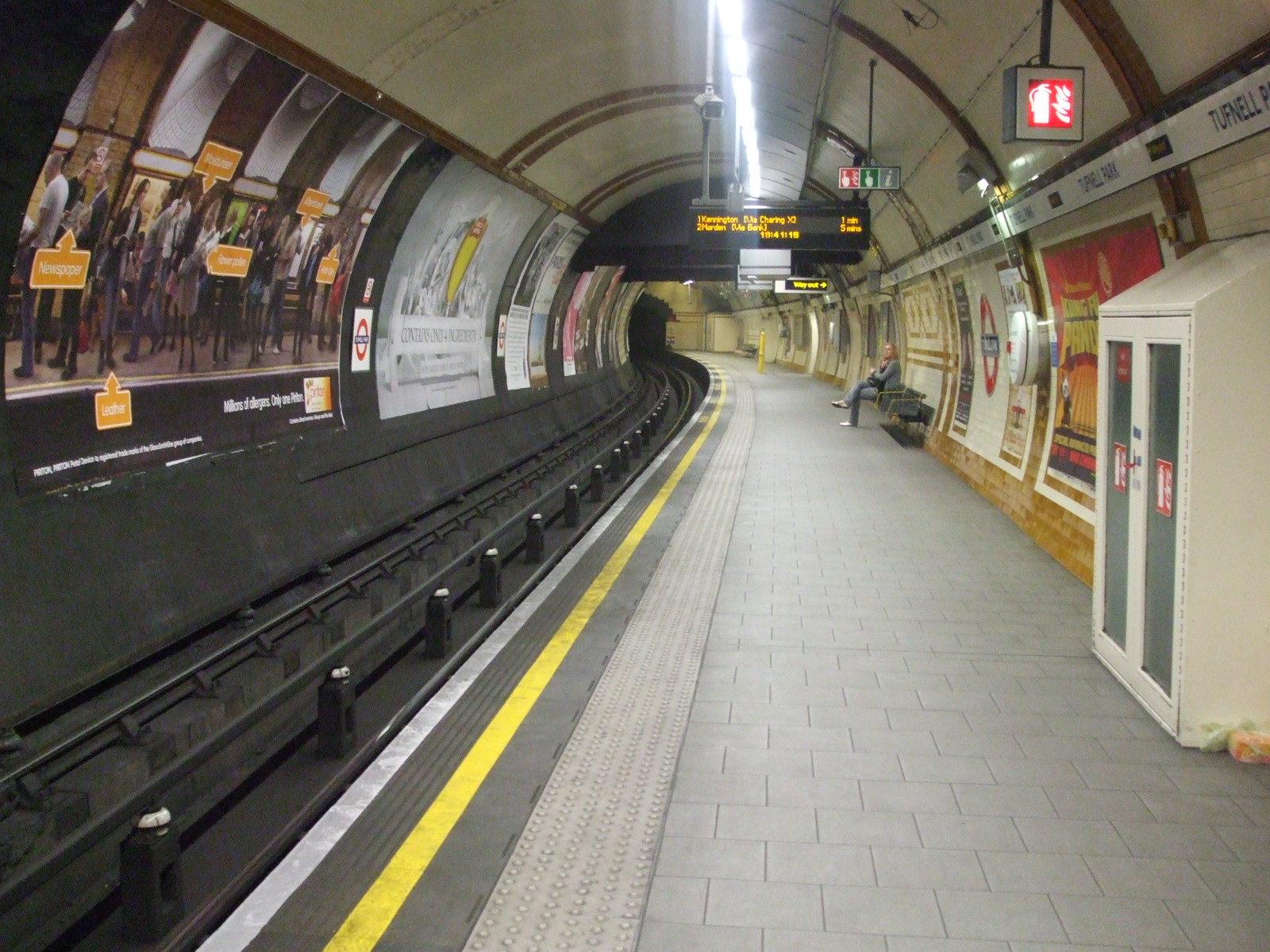
南行ホーム、北を見る。南行ホームは北行ホームの下にある。
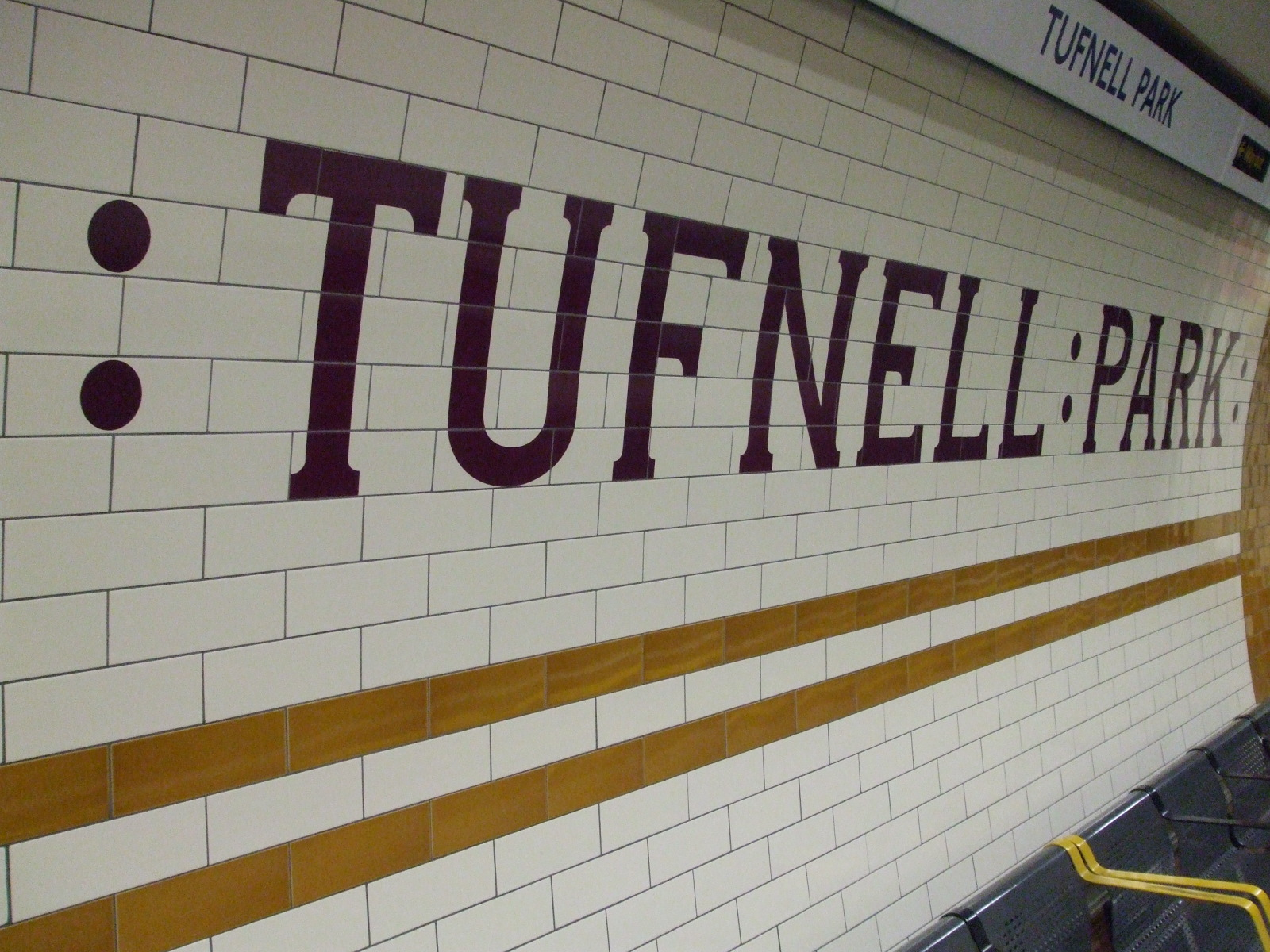
南行ホーム壁面のタイル
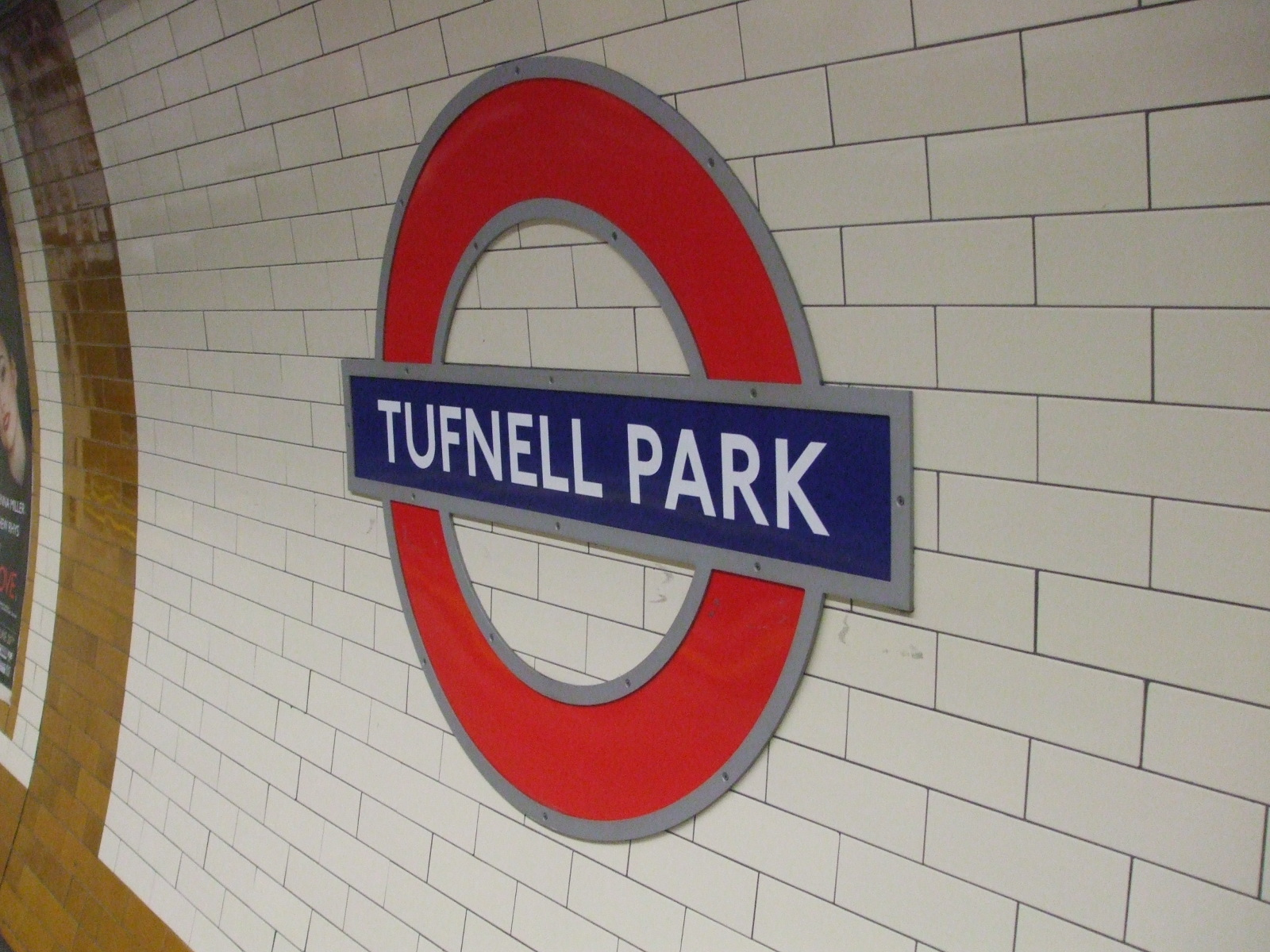
駅名標